# César Fuentes
César Nicolás Fuentes González est un footballeur chilien né le 12 avril 1993 à Rancagua. Il évolue au poste de milieu défensif au CD O'Higgins.

## Biographie
Il participe à la Coupe du monde des moins de 20 ans 2013 organisée en Turquie. Lors de ce mondial, il joue 5 matchs, atteignant le stade des quarts de finale.
Il prend également part au Tournoi de Toulon 2014 avec la sélection mexicaine.

## Carrière
- 2012-201. : CD O'Higgins ( Chili)[2]

## Palmarès
- Champion du Chili en 2013 (ouverture) avec le CD O'Higgins